# Ichneumon personatus
Ichneumon personatus är en stekelart som beskrevs av Cuvier 1833. Ichneumon personatus ingår i släktet Ichneumon och familjen brokparasitsteklar. Inga underarter finns listade i Catalogue of Life.